# Morelia spilota
Il pitone tappeto (Morelia spilota) è un serpente della famiglia dei Pythonidae, molto comune in Australia.

## Descrizione
Una caratteristica comune a ogni sottospecie è un appariscente disegno della livrea, costituita da segni irregolari e da piccoli disegni simili a tribali solo sul capo oppure anche su parte della mascella superiore.Possono essere color marrone, marrone-rossiccio, grigio o nero, disposti su sfondi diversi. Solitamente le Morelie spilota si cibano di piccoli uccelli , topi o ratti. Le dimensioni di questo ofide possono variare in base alla zona, ma anche in base alla sottospecie, difatti abbiamo riscontrato più volte Morelie spilota cheiney adulte più piccole rispetto ad altre trovate in località differenti, comunque la grandezza massima censita è stata 3.30 metri in una femmina di Morelia spilota McDowelli, che al momento sembra essere la sottospecie più grande. Non sono ofidi pericolosi,ma a volte possono essere molto aggressive e territoriali.

## Sottospecie
Sono classificate 6 sottospecie:
- Morelia spilota cheynei
- Morelia spilota imbricata
- Morelia spilota mcdowelli
- Morelia spilota metcalfei
- Morelia spilota spilota
- Morelia spilota Harrisoni (o variegata)

## Biologia
I pitoni tappeto, attivi di giorno come di notte, sempre alla ricerca di lucertole, uccelli e piccoli mammiferi. Come gli altri pitoni, non sono velenosi, eppure infliggono morsi dolorosi. Le femmine depongono nidiate anche di 30 uova fra resti fermentari di vegetazione o in tronchi cavi e le circondano con le proprie spire fino alla schiusa.

## Distribuzione e habitat
Lo si può trovare in una varietà di ambienti insolitamente ampia.